# Gilberto Arguedas
Gilberto Arguedas K. (Heredia, 1 de enero de 1895) es un exfutbolista profesional y ex entrenador costarricense. Es hermano del también exfutbolista profesional Claudio Arguedas.

## Trayectoria
Inició su carrera deportiva con el Club Obrero Cristóbal Colón en 1906. Posteriormente, participaría activamente en la fundación del Club Sport Herediano, equipo con el que militaría desde 1921 hasta su retiro en 1933, formando parte de la primera Junta Directiva de este club, haciéndolo en calidad de primer vocal. Con los florenses se proclamaría campeón en seis ocasiones en los torneos de 1921, 1922, 1924, 1927, 1930 y 1933. 
A nivel de selecciones nacionales disputó el primer encuentro oficial de Costa Rica el 14 de septiembre de 1921, en un encuentro ante la Selección de fútbol de El Salvador, en victoria tica por 7-0.
Como entrenador, dirigió al Club Sport Herediano en condición de capitán general, club con el que se adjudicó el título de campeón en la temporada de  1933.

## Clubes

### Como jugador
| Club          | País       | Año       |
| ------------- | ---------- | --------- |
| C.S Herediano | Costa Rica | 1921-1933 |

### Como técnico
| Club          | País       | Año  |
| ------------- | ---------- | ---- |
| C.S Herediano | Costa Rica | 1933 |

## Palmarés

### Como jugador
| Título                         | Club          | País       | Año  |
| ------------------------------ | ------------- | ---------- | ---- |
| Primera División de Costa Rica | C.S Herediano | Costa Rica | 1921 |
| Primera División de Costa Rica | C.S Herediano | Costa Rica | 1922 |
| Primera División de Costa Rica | C.S Herediano | Costa Rica | 1924 |
| Primera División de Costa Rica | C.S Herediano | Costa Rica | 1927 |
| Primera División de Costa Rica | C.S Herediano | Costa Rica | 1930 |
| Primera División de Costa Rica | C.S Herediano | Costa Rica | 1933 |

### Como técnico
| Título                         | Club          | País       | Año  |
| ------------------------------ | ------------- | ---------- | ---- |
| Primera División de Costa Rica | C.S Herediano | Costa Rica | 1933 |